# حافظ طاحونی
حافظ طاحونی بازیکن فوتبال اهل ایران است. 
وی ۴ بازی در تیم ملی فوتبال ایران انجام داده است.